# Masolino D'Amico
Tommaso Moro D'Amico, detto Masolino (Roma, 11 ottobre 1939), è un anglista e traduttore italiano nonché saggista, storico teatrale, dialoghista, sceneggiatore, pubblicista e scrittore.

## Biografia
D'Amico è figlio della sceneggiatrice Suso Cecchi D'Amico e del musicologo Fedele D'Amico, nonché nipote dello studioso e critico Silvio D'Amico e della pittrice Leonetta Cecchi Pieraccini, e dello scrittore, giornalista e critico Emilio Cecchi; è il primo di tre fratelli.
Il suo percorso di studi è iniziato a Roma, dove si è laureato in Lettere con Mario Praz, per poi perfezionarsi al Trinity College di Dublino.
È stato professore ordinario di Lingua e Letteratura Inglese alla Università degli Studi Roma Tre fino al 1º novembre 2011. Ad oggi continua a tenere alcuni moduli all'Università degli Studi Suor Orsola Benincasa di Napoli.
Come anglista ha pubblicato traduzioni di numerose opere di autori principalmente della letteratura inglese, in primis Oscar Wilde, ma anche Lyman Frank Baum, William Shakespeare, Edwin Abbott Abbott, Samuel Richardson, Lewis Carroll, Muriel Spark, Anthony Burgess, Penelope Fitzgerald (della quale ha tradotto tutti i romanzi).; si è reso particolarmente prolifico e apprezzato nel campo della traduzione della letteratura teatrale, in particolare di Tennessee Williams e Arthur Miller, ma anche di Alan Ayckbourn, Ronald Harwood, Edward Albee.
Tra le opere: Scena e parola in Shakespeare, Dieci secoli di teatro inglese, il saggio critico La commedia all'Italiana sulla cinematografia brillante italiana dal 1945 al 1975, edito da Il Saggiatore nel 1985 e rivisto nel 2008, Lampadine, Persone speciali, Altro giro. Ha curato nei Meridiani Mondadori le opere di Jonathan Swift, Oscar Wilde, E.M.Forster. Ha raccolto le lettere di Oscar Wilde (Vita attraverso le lettere), Lord Byron (Vita attraverso le lettere) e Lewis Carroll (Cara Alice). Per Skira ha pubblicato Il giardiniere inglese, Il viaggiatore inglese, L'infermiera inglese e Lo scrittore inglese.
Nel 1978 ha iniziato la sua collaborazione col quotidiano La Stampa, per il quale, dal 1989, cura anche le critiche teatrali. Come sceneggiatore cinematografico ha collaborato a film di Franco Zeffirelli e Mario Monicelli.

## Vita privata
È padre di Margherita e Isabella D'Amico avute dal matrimonio con Benedetta Craveri. La sua seconda e attuale moglie è Gloria De Antoni.

## Premi e riconoscimenti
- Premio Flaiano sezione teatro[4]
  - 2000 - Premio per la critica teatrale